# 아우둔 리스바켄

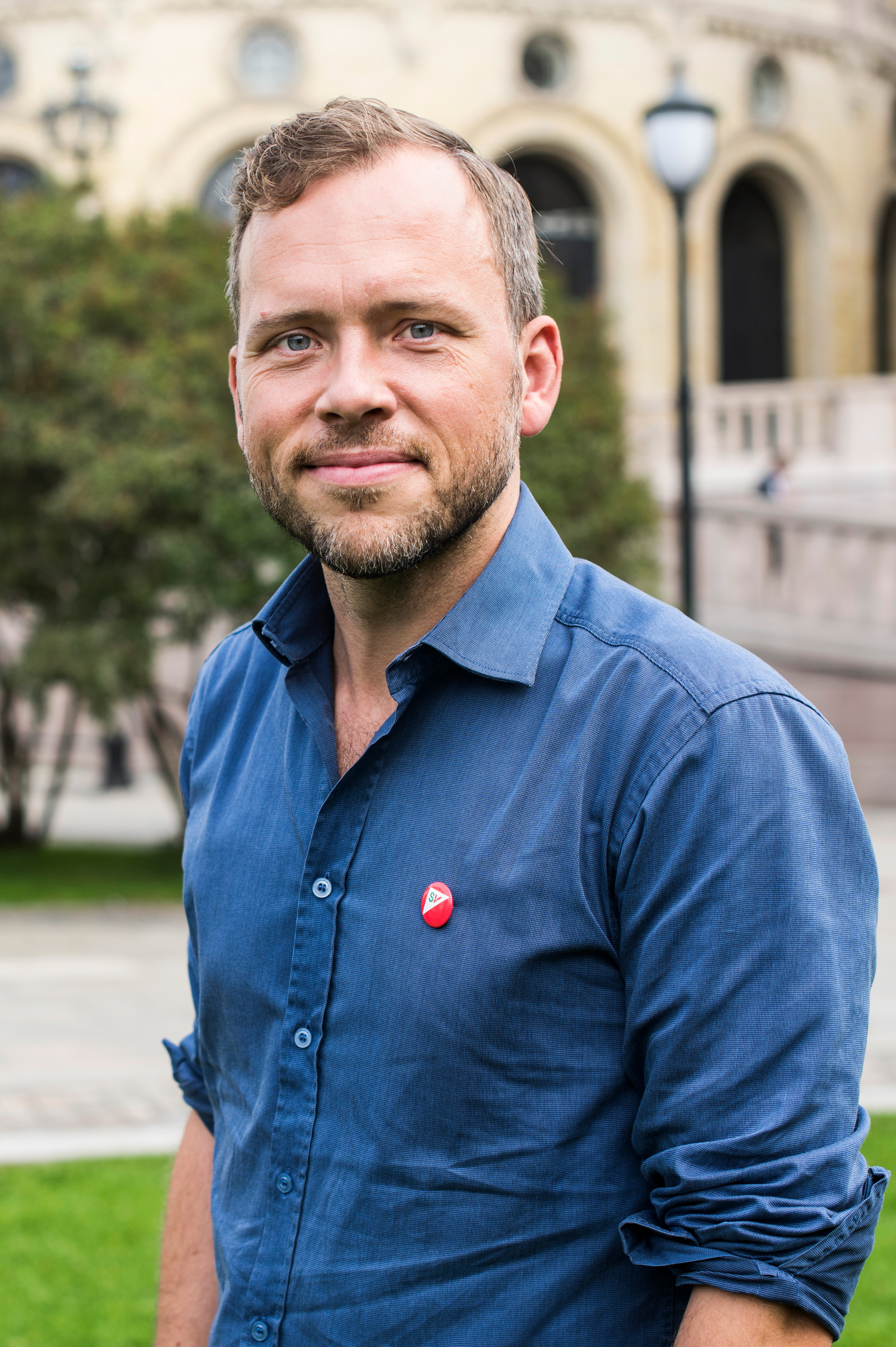

아우둔 비외를로 리스바켄(노르웨이어: Audun Bjørlo Lysbakken, 1977년 9월 30일 ~ )은 노르웨이의 정치인으로 현재 사회주의좌파당의 대표이다. 2001년 총선에서 당선되면서 정계에 입문했으며, 2006년 사회주의좌파당 부대표가 되었다. 2009년 10월부터 2012년 3월까지 제2차 옌스 스톨텐베르그 내각의 아동평등부 장관을 지냈으나, 이해 충돌로 사임했다. 그의 당대표 시절, 사회주의좌파당은 각종 총선에서 서서히 당세를 확장하는 데 성공했다.